# Академіка Петролеу Кванда Сойо
Академіка Петролеуш ду Кванда Сойо або Академіка (Сою) (порт. Académica Petróleos do Kwanda Soyo) — професіональний ангольський футбольний клуб з міста Сою, з провінції Заїре.

## Історія клубу
Клуб було засновано 21 січня 1987 року.
Команда приймає своїх суперників на стадіоні «Ештадіу Імбомдейру» в місті Сою. Стадіоні вміщує 10 000, а за іншими даними 3 000 глядачів.
Клуб вилетів з вищого дивізіону Анголи по завершенні сезону 2007 року.
В сезоні 2013 року «Академіка Петролеу Кванда Сойо» грала у Гіра Анголі.
Чемпіонат країни до сих пір клуб не зміг виграти. Отже, можна вважати успіхом участь у першому кваліфікаційному раунді Кубку Конфедерації КАФ 2010 року. Він переміг ФК Еньїмба в Нігерії в першому матчі з рахунком 2:0, проте, на виїзний матч не поїхав, а тому «Академіка Петролеу Кванда Сойо» було зараховано технічну поразку з рахунком 0:3, а підсумковий рахунок став 3:2 на користь ФК Еньїмби.
Клуб після закінчення сезону 2012 року в Гіраболі на 14-му місці, опустився до другого дивізіону, Гіра Анголи. У квітні 2014 року стало відомо про призначення президентом клубу Авеліну да Грача, який збільшив фінансування клубу з метою повернення до Гіраболи.

## Досягнення
- Гіра Ангола (Серія А)
  -  Чемпіон (2): 2005, 2008

## Статистика виступів у національних турнірах
| 2004 ГБ | 2005 ГА A | 2006 ГБ | 2007 ГБ | 2008 ГА А | 2009 ГБ | 2010 ГБ | 2011 ГБ | 2012 ГБ | 2013 ГА A | 2014 ГА C |
|         | 1-ше      |         |         | 1-ше      |         |         |         |         |           |           |
|         |           |         |         |           |         |         |         |         | 2-ге      |           |
|         |           |         |         |           |         |         |         |         |           |           |
|         |           |         |         |           |         |         |         |         |           |           |
|         |           |         |         |           | 5-те    |         |         |         |           |           |
|         |           |         |         |           |         |         |         |         |           | ЗН        |
|         |           |         |         |           |         |         |         |         |           |           |
|         |           |         |         |           |         |         |         |         |           |           |
|         |           | 9-те    |         |           |         | 9-те    |         |         |           |           |
|         |           |         |         |           |         |         | 10-те   |         |           |           |
|         |           |         |         |           |         |         |         |         |           |           |
| 12-те   |           |         | 12-те   |           |         |         |         |         |           |           |
|         |           |         |         |           |         |         |         |         |           |           |
|         |           |         |         |           |         |         |         | 14-те   |           |           |

Примітки: ГБ = Гірабола (1-ий дивізіон); ГА = Гіра Ангола (2-ий дивізіон)
Рейтинг червоного кольору означає, що команда покинула дивізіон; ЗН = знявся з турніру

## Статистика виступів на міжнародних турнірах
| Сезон | Турнір                 | Раунд      | Клуб                | Домашній          | Виїзний           | Загальний         |
| ----- | ---------------------- | ---------- | ------------------- | ----------------- | ----------------- | ----------------- |
| 2010  | Кубок конфедерації КАФ | Попередній | Сан-Томе і Принсіпі | технічна поразка1 | технічна поразка1 | технічна поразка1 |
| 2010  | Кубок конфедерації КАФ | 1          | Еньїмба             | 2-0               | 0-3               | 2-3               |

1- Сан-Томе і Принсіпі не прислали команду на турнір.

## Відомі тренери
| Педру Лувана Секеле |                 |   |                 |
| Агостінью Трамагал  | (березень 2004) | - | (листопад 2004) |
| Альберту Кардау     | (січень 2005)   | – |                 |
| Жоау Пінтар         |                 | – | (березень 2006) |
| Афонсу Конді        |                 | – | (березень 2007) |
| Кіту Рібейру        | (березень 2007) | – |                 |
| Рожеріу Пінту       | (березень 2008) | – | (лютий 2009)    |
| Ромеу Філемон       | (січень 2010)   | – | (жовтень 2010)  |
| Агостінью Трамагал  | (березень 2011) | – | (листопад 2012) |
| Ернесту Кастанейра  |                 | – | (липень 2013)   |
| Матеуш Домінгуш     | (2014)          | – |                 |